# Vodopiine (Txornomórske)
|  | Per a altres significats, vegeu «Vodopiine». |

Vodopiine (en ucraïnès: Водопійне, rus: Водопойное, Vodopóinoie) és un poble de la República Autònoma de Crimea a Ucraïna, que el 2014 tenia 462 habitants. Pertany al districte de Txornomórske. Fins al 1945 la vila es deia Kerleüt.